# Le Fête
Le Fête ist eine französische Gemeinde mit 45 Einwohnern (Stand 1. Januar 2022) im Département Côte-d’Or in der Region Bourgogne-Franche-Comté. Sie gehört zum Kanton Arnay-le-Duc und zum Arrondissement Beaune. 
Sie grenzt im Nordwesten an Clomot, im Nordosten an Essey, im Osten an Meilly-sur-Rouvres, im Südosten an Musigny und im Südwesten an Mimeure.

## Bevölkerungsentwicklung
| Jahr                       | 1962 | 1968 | 1975 | 1982 | 1990 | 1999 | 2008 | 2015 |
| -------------------------- | ---- | ---- | ---- | ---- | ---- | ---- | ---- | ---- |
| Einwohner                  | 63   | 64   | 55   | 55   | 51   | 45   | 48   | 54   |
| Quellen: Cassini und INSEE |      |      |      |      |      |      |      |      |